# El Gor
El Gor (în arabă القور) este o comună din provincia Tlemcen, Algeria.
Populația comunei este de 8.539 de locuitori (2008).